# Éditions Feltrinelli
Pour les articles homonymes, voir Feltrinelli.
Éditions Feltrinelli (Giangiacomo Feltrinelli Editore s.r.l.) est une maison d'édition, et un groupe éditorial italien, fondé en 1954 à Milan par Giangiacomo Feltrinelli, issu d'une famille d'entrepreneurs milanais, les Feltrinelli (it). En 2022, il emploie environ 2 000 personnes et dispose d'un réseau de 118 librairies.

## Historique
Au début[Quand ?], Giangiacomo Feltrinelli publie des livres novateurs et engagés qui lui valent quelques procès[réf. nécessaire]. Il publie des auteurs du tiers monde, de la littérature politique, des romans qui font scandale[réf. nécessaire] comme ceux de Henry Miller et deux chefs-d'œuvre en première mondiale[réf. nécessaire] : en 1957 Le Docteur Jivago de Boris Pasternak — publié après être sorti clandestinement d'URSS — et, en 1958, Le Guépard de Giuseppe Tomasi di Lampedusa.
Vers la fin des années 1960, l'épouse de Giangiacomo, Inge, s'implique de plus en plus dans la direction de la maison : à la mort de son mari en 1972, elle va gérer Feltrinelli.
En 1999, Carlo Feltrinelli (né en 1962, à Milan), fils de Giangiacomo, et auteur littéraire, reprend la direction de la société d'édition, qui comprend un important réseau des librairies et de points de vente, ainsi qu'une fondation.
En 2005, une holding est constituée sous le nom de Effe qui comprend l'édition, les librairies et la distribution, une chaîne de télévision, ainsi qu'un site de vente en ligne. En Italie, cette entreprise est désormais connue sous le nom de « La Feltrinelli », et reste un pôle relativement indépendant, au sein d'un marché en proie aux groupes financiers multimédias. En 2014, un rapprochement est signé entre Gruppo Feltrinelli et les Messaggerie Italiane afin de constituer un pôle de distribution indépendant, gérant un volume de 70 millions de livres par an.

## Groupe Feltrinelli
- Les filiales d'édition : 
  - Apogeo
  - Kowalski
  - Eskimosa
  - Edizioni Gribaudo
  - Vita
  - Urra

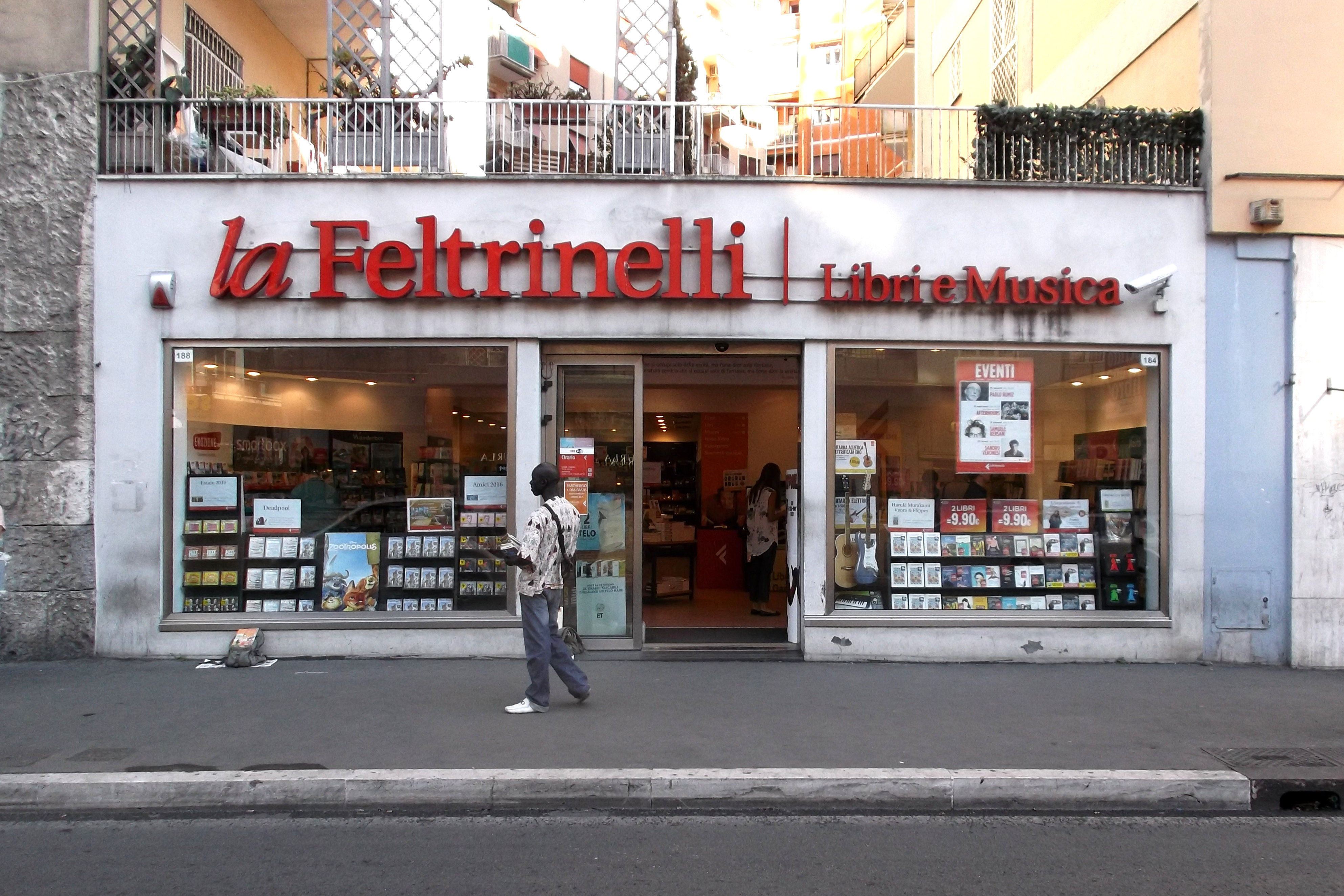
Une librairie Feltrinelli, via Libia, à Rome.

  - Editorial Anagrama (99 %), en Espagne
- Télévision :
  - laEffe
- Commerce électronique :
  - laFeltrinelli.it
- Restaurants :
  - RED La Feltrinelli
  - Antica Focacceria San Francesco
- École d'écriture et narration :
  - Scuola Holden (49 %)